# Port of Amsterdam/SKITS
Team Port of Amsterdam/SKITS is een Nederlandse marathonschaatsploeg onder leiding van Casper Helling en Victor Plomp. De ploeg ontstond sinds 2004 als heren B-ploeg onder de naam SKITS Talent Team. Daarnaast is er een beloftenteam voor heren en dames actief.
Sinds het seizoen 2010-2011 komt de ploeg op het hoogste niveau uit, in de zogenaamde Topdivisie. De naam van deze topdivisie-marathonploeg veranderde in het seizoen 2011-2012 naar de naam: Haven van Amsterdam/SKITS. Een en ander was het gevolg van de komst van Haven van Amsterdam als sponsor. Sinds seizoen 2016-2017 is de naam Team Port Of Amsterdam/SKITS.

## SKITS Talent Team
De ploeg is onderdeel van SKITS, de Amsterdamse Studenten Schaats-, Wieler-, & Skeelervereniging. De ploeg is de enige schaatsploeg in de Topdivisie die volledig bestaat uit studenten. Voor seizoen 2014/2015 maakte Jan Maarten Heideman de overstap naar deze ploeg en vanaf seizoen 2015/2016 maakt de Duitse Felix Rijhnen onderdeel uit van het team. Daarnaast is er een beloftenequipe van dames en heren onder de naam Vector actief.

## Schaatsers
In het seizoen 2023-2024 maken de volgende schaatsers deel uit van dit team:
| Mannen               | Mannen        |
| Naam                 | Specialisatie |
| -------------------- | ------------- |
| Koen de Best         |               |
| Roel Boek            |               |
| Jan-Willem Broos     |               |
| Christoffel Hendriks |               |
| Luuk Loohuis         |               |